# وان وورهیس (ویرجینیای غربی)
وان وورهیس، ویرجینیا غربی (به انگلیسی: Van Voorhis, West Virginia) یک منطقهٔ مسکونی در ایالات متحده آمریکا است که در Monongalia County واقع شده‌است.

## خصوصیات
وان وورهیس ۲۴۹٫۹۴ متر بالاتر از سطح دریا واقع شده‌است.